# Nupserha subpuncticollis
Nupserha subpuncticollis är en skalbaggsart som beskrevs av Stefan von Breuning 1961. Nupserha subpuncticollis ingår i släktet Nupserha och familjen långhorningar. Inga underarter finns listade i Catalogue of Life.